# Lowan Conservation Park
Lowan Conservation Park är en park i Australien. Den ligger i delstaten South Australia, omkring 99 kilometer öster om delstatshuvudstaden Adelaide. Lowan Conservation Park ligger 70 meter över havet.
Trakten runt Lowan Conservation Park är nära nog obefolkad, med mindre än två invånare per kvadratkilometer.. Närmaste större samhälle är Perponda, omkring 11 kilometer öster om Lowan Conservation Park.
Trakten runt Lowan Conservation Park består till största delen av jordbruksmark. Genomsnittlig årsnederbörd är 455 millimeter. Den regnigaste månaden är juni, med i genomsnitt 73 mm nederbörd, och den torraste är december, med 14 mm nederbörd.